# Belgische militaire begraafplaats van Hoogstade

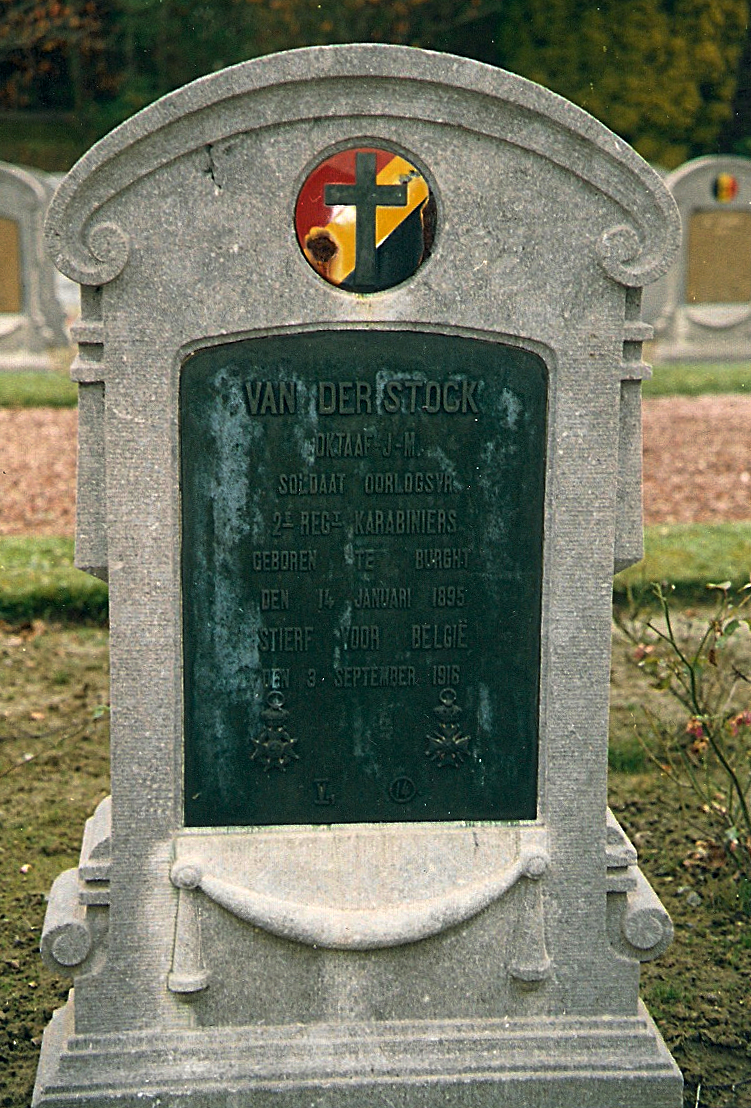
Het graf van een van de Gebroeders Van der Stock

De Belgische militaire begraafplaats van Hoogstade is een militaire begraafplaats in de tot de West-Vlaamse gemeente Alveringem behorende plaats Hoogstade, gelegen aan de Brouwerijstraat.
Aanvankelijk werden hier de gewonden van de Eerste Wereldoorlog begraven welke gestorven waren in het Belgian Field Hospital, dat vanaf 1915 in het nabijgelegen Rustoord Clep was gevestigd. Na de beëindiging van de oorlog werden sommigen herbegraven van en naar andere militaire kerkhoven.
In 1920-1921 waren er 972 Belgen, 150 Fransen, en enkele Duitsers en Britten begraven. In 1924-1925 werd de begraafplaats opnieuw aangelegd en kwamen er officiële Belgische grafstenen. In 1968 werd de Belgische militaire begraafplaats van Reninge ontruimd en werden 117 Belgen naar Hoogstade overgebracht.
Tegenwoordig liggen er 805 Belgen en 20 Britten begraven. Van 17 Belgen kon de identiteit niet worden achterhaald. 6 Belgen hebben een Vlaams heldenhuldezerkje; de overige Belgen liggen onder een officiële Belgische militaire grafsteen.